# 映泰集团
映泰股份有限公司（Biostar Microtech International Corp.）是一家总部位于台湾新北市新店區的电脑主機板制造商，其他产品如显示卡等。
映泰创立于1986年，为主要的主機板制造商之一，自行设计开发主機板电路。在中国大陆的深圳市有万余平方米的生产工厂。映泰目前是台湾的上市公司。

## 分部
映泰总部位于台湾新北市新店區，另外在美国、中国大陆、荷兰等五个地点都有分部设立。